# كورنيليوس كاستورياديس
كورنيليوس كاستورياديس (بالفرنسية: Cornelius Castoriadis)‏ (11 مارس 1922 – 26 ديسمبر 1997) هو فيلسوف وناقد اجتماعي واقتصادي ومحلل نفسي وكاتب يوناني فرنسي، ومؤلف كتاب (المؤسسة الخيالية للمجتمع)، وهو شريك مؤسس لمجموعة (اشتراكية أم بربرية).
اتسمت كتاباته في الحكم الذاتي والمؤسسات المجتمعية بالتأثير الواسع في كل من الدوائر الأكاديمية والنشطاء.

## السيرة الذاتية

### النشأة في أثينا
كورنيليوس كاستورياديس (والذي سمي باسم القديس كورنيليوس سنتوريون) وُلد في 11 مارس من عام 1922 في القسطنطينية، وكان ابنًا لقيصر وصوفيا كاستورياديس. انتقلت عائلته في يوليو من عام 1922 إلى أثينا نتيجة لاتفاقية التبادل السكاني بين اليونان وتركيا. طور كاستورياديس اهتمامه بالسياسة بعد أن اطلع على الفكر الماركسي وفلسفته في سن الثالثة عشر. في الوقت نفسه بدأ دراسة الفلسفة التقليدية بعد شراء نسخة من كتاب تاريخ الفلسفة (Ιστορία της Φιλοσοφίας, 1933, 2 vols.) والذي كتبه مؤرخ الأفكار نيكولاس لوفاريس.
في وقت بين عامي 1932 و 1935 كان ماكسمياني بورات (عُرف لاحقاً بـ «سافيتري ديفي») معلم اللغة الفرنسية لكورنيليوس. في نفس الفترة، التحق بمدرسة جيمانزيوم أثينا في كاتو باتيسيا، والتي تخرج فيها عام 1937.
حدثت أولى مشاركاته السياسية أثناء نظام ميتاكساس (1937)، حين التحق بالشباب الشيوعي الأثيني، وهو قطاع في الرابطة الشيوعية اليونانية للشباب. في عام 1941 انضم الحزب الشيوعي اليوناني (KKE)، ليغادره بعد عام واحد ليصبح تروتسكيًا نشطاً. هذه الخطوة الأخيرة أدت إلى اضطهاده من قبل الألمان والحزب الشيوعي.
في عام 1944 كتب مقاله الأول عن العلم الاجتماعي وماكس فيبر، والذي نشره في مجلة تُسمَى أرشيف علم الاجتماع والأخلاق ((Αρχείον Κοινωνιολογίας και Ηθικής, Archeion Koinoniologias kai Ithikis). انتقد كاستورياديس أفعال الحزب الشيوعي اليوناني بشدة أثناء أحداث ديسمبر من عام 1944 بين جيش التحرير الشعبي اليوناني ذو القيادة الشيوعية من ناحية، وحكومة بابانديرو المدعومة من القوات البريطانية من ناحية أخرى.
في ديسمبر1945، وبعد 3 سنوات من حصوله على درجة البيكالريوس في القانون والاقتصاد والعلوم السياسية من كلية الحقوق والاقتصاد والعلوم السياسية بجامعة أثينا (حيث تعرف على مفكري الكانطية الجديدة كونستانتينوس ديسبوتوبولوس وباناجيوتيس كانيلوبولوس وكونستانتينوس تساتوس وتعاون معهم) استقل كاستورياديس سفينة البريد الملكي ماتاروا، وهي سفينة عابرة للمحيطات تابعة لنيوزيلندا، لينتقل إلى باريس (حيث مكث بشكل دائم) ليكمل دراساته تحت منحة قدمها إليه المعهد الفرنسي بأثينا. نفس الرحلة البحرية -والتي نظمها أوكتاف ميرليير- نقلت أيضاً من اليونان إلى فرنسا عدد من الكتاب والفنانين والمفكرين اليونانيين الآخرين ومن ضمنهم قسطنطين أندريو وكوستاس أكسيلوس وجورج كانديس وكوستا كولينتيانوس وإيمانويل كرياراس وأدونيس أ. كيرو وكوستاس باباسوانو وفرجيل سولومونيديس.

### عمله كاقتصادي وابتعاده عن الماركسية
في نفس الوقت (بدءاً من نوفمبر 1948)، عمل كاقتصادي في منظمة التعاون الاقتصادي والتنمية (OECD) وحتى عام 1970، وكان ذلك العام الذي حصل فيه على المواطنة الفرنسية. بناء على ذلك، كانت كتاباته التي كتبها قبل هذا التاريخ تُنشر تحت اسم مزيف، مثل « بيير شاليو» و« بول كاردان» و« جان مارك كودراي» وغيرهم.
في مقاله الذي نُشر عام 1949 « علاقات الإنتاج في روسيا» طور كاستورياديس نقدًا للشخصية الاشتراكية المزعومة من حكومة الاتحاد السوفيتي. وطبقاً لما ورد عن كاستورياديس، الادعاء الرئيسي للحكومة الستالينية في ذاك الوقت كان أن نمط الإنتاج في روسيا كان اشتراكيًا، لكن النمط التوزيعي لم يصبح اشتراكياً بعد لأن التنوير الاشتراكي لم يكتمل بعد في الدولة. رغم ذلك، وطبقاً لتحليل كاستورياديس، فإن نمط التوزيع للناتج الاجتماعي لا يمكن فصله عن نمط الإنتاج، فادعاء أنه يمكن لشخص أن يتحكم في التوزيع ولا يتحكم في الإنتاج هو ادعاء باطل لا معنى له.

### فيلسوف في التاريخ وعالم بعلم الوجود (الأنطولوجي)
في عام 1967، قدم كاستورياديس مقترحًا لأطروحة الدكتوراة في فلسفة التاريخ إلى بول ريكور (ولاحقًا في جامعة غرب باريس نانتير لاديفونس). وبدأ حوار رسائلي بينهما لكن التزامات ريكور لجامعة شيكاغو في السبعينيات من القرن العشرين كانت عائقًا لإتمام هذا التعاون في ذاك الوقت. موضوع هذه الأطروحة كان «التأسيسات التخيلية للتاريخية الاجتماعية».
في عمله المنشور عام 1975 «مؤسسة المجتمع التخيلية»، وفي عمله «مفترق الطرق في المتاهة» المنشور عام 1978، بدأ كاستورياديس تطوير فهمه المميز للتغيرات التاريخية مثل تولد غيرية لا يمكن استردادها والتي يجب أن تكون قائمة اجتماعيًا وتحت مُسمى لكي تُنظم. الغيرية تولدت كجزء من نشاط النفس نفسها. خلق مؤسسات اجتماعية خارجية تمنح شكلًا مستقرًا لما سماه كاستورياديس (الأنطولوجي) «صهارة الدلالات الاجتماعية» تسمح للعقل بخلق أشكال مستقرة للنفس، وإغفال النظر عن التولد المستمر لللاتحديدية والتغيرية العقلية. 

### عالم في شؤون الاتحاد السوفيتي
في عمله المنشور في عام 1980 (مواجهة الحرب)، اتخذ كاستورياديس وجهة النظر التي تدعي أن روسيا أصبحت القوة العسكرية الأولى في العام. لدعم وجهة النظر هذه، في ظل الضعف البيِن لقوة الاتحاد السوفيتي الاقتصادية في القطاع المدني، اقترح أن المجتمع ربما لم يعد مُهيمَن عليه من نظام الحزب الواحد البيروقراطي، لكن من نظام «ستراتوقراطي» وهو قطاع عسكري منفصل ومهيمن وذو تصميمات توسعية على العالم. جادل أيضًا أن هذا يعني أنه لا وجود لطبقات داخلية ديناميكية ما قد يؤدي إلى ثورة اجتماعية في الاتحاد السوفيتية وهذا التغيير قد يحدث فقط من خلال التدخل الأجنبي.

## الفلسفة
اقترح إدغار مورين أن أعمال كاستورياديس ستُذكر لاستمراريتها الفريدة وتماسكها بالإضافة إلى اتساعها الرائع والذي كان «موسوعيًا» بمعناه اليوناني الأصلي، إذ إنها قدمت لنا (بايديا) أو تعليمًا، ما يقدم دائرة كاملة أو دورة من المعرفة المجزأة والمقدمة من وجهة نظر مختلفة في الفنون والعلوم. كاستورياديس كتب مقالات في الرياضيات والفيزياء والأحياء والأنثروبولوجي والتحليل النفسي واللغويات والمجتمع والاقتصاد والسياسة والفلسفة والفن. أحد إسهامات كاستورياديس العديدة المهمة في نظريات المجتمع كانت فكرة أن التغير الاجتماعي يتضمن انقطاعات جذرية لا يمكن فهمها من ناحية الأسباب الحاسمة أو أن تُقدَّم كسلسلة من الأحداث المترابطة. التغير يحدث من خلال التخيلية الاجتماعية دون تحديدات صارمة، لكن يجب أن تؤسَّس كثورة لكي يُعترف بها اجتماعيًا. أي معرفة للمجتمع والتغيرات الاجتماعية يمكن أن تُقام فقط بالإشارة إلى (أو بافتراض) دلالات التخيلية الاجتماعية. ومن ثم، طور كاستورياديس إطارًا مفاهيميًا حيث الفئة الفلسفية والاجتماعية للتخيلية الاجتماعية تمتلك المكانة المركزية وقدم تفسيرًا للحداثة متمركزة حول الفئات الرئيسية للمؤسسات الاجتماعية ودلالات التخيلية الاجتماعية؛ في تحليله، هذه الفئات هي نتاج القدرات البشرية من الخيال الراديكالي والتخيلية الاجتماعية، والقدرة الأخيرة هي البعد الجماعي للأولى. (وفقًا لكاستورياديس، الفئات الاجتماعية والفلسفية للتخيل الراديكالي يمكن إظهارها فقط من خلال التخيل الراديكالي الفردي والتخيل الاجتماعي). ومع ذلك، التخيل الاجتماعي لا يمكن تقليله أو نسبه إلى تخيل شخصي، لأن الفرد يُبلَغ عن طريق استيعاب العناصر الاجتماعية.
استخدم كاستورياديس المصطلحات التقليدية قدر المستطاع، بالرغم من إعادة تعريفها باستمرار. علاوة على ذلك، فبعض مصطلحاته تغيرت على مدار الجزء الأخير من حياته المهنية، إذ اكتسبت المصطلحات اتساقًا أكبر، لكنها خرجت عن معناها التقليدي (وبالتالي خلق كلمات جديدة). عند قراءة كاستورياديس، من المفيد أن تفهم ما يعنيه بالمصطلح الذي يستخدمه، بما أنه لا يعيد تعريف المصطلح في كل مرة يستخدمه فيها.